# Poortershaven
Poortershaven is klein industrieterrein en een voormalige haven in het oosten van de Rotterdamse deelgemeente Hoek van Holland. Het ligt tegen de gemeentegrens met Maassluis aan de Nieuwe Waterweg, net voor de Schenkeldijk
Poortershaven is in 1902 aangelegd als ertsoverslaghaven, het was een particuliere havenkade. De Poortershaven bestond vroeger uit een insteekhaventje van ongeveer 350 m lengte en 30 m breedte. Het had een ongeveer 100 m brede verbinding met de Nieuwe Waterweg. Verder stonden er bij de Poortershaven 12 woningen. Ook was er een station van de treinverbinding van Schiedam naar Hoek van Holland. Dit station, Station Poortershaven, werd geopend op 1 oktober 1904 en gesloten op 5 augustus 1946. Nu staan er in Poortershaven nog wat koelhuizen alsmede opslagloodsen, de haven is gedempt. De naam Poortershaven is ontleend aan de vooroorlogse erts overslag van Joost de Poorter. In 1938 verkocht de Poorter het bedrijf aan een Rotterdams havenbedrijf.
Tijdens de Tweede Wereldoorlog was de Poortershaven in gebruik bij de Duitse Kriegsmarine. In december 1944 lagen in de Poortershaven 30 mini-onderzeeërs van het type Biber, die werden ingezet om de geallieerde scheepvaart naar Antwerpen te verstoren. Op 3 februari werd Poortershaven gebombardeerd door Lancaster-bommenwerpers met Tallboy-bommen. De onderzeeërs doorstonden de aanval in de bunker ongeschonden, maar konden een tijd niet meer uitvaren omdat de haven geblokkeerd was.
Op 27 februari 1945 ontplofte een munitiebunker. Hierdoor sneuvelden alle ruiten in het nabijgelegen Maasdijk. Op 23 maart 1945 werden de Biber voor het laatst vanuit Poortershaven ingezet.
Na de oorlog werden de Duitse bunkers als koelhuis gebruikt.